# Kathy Ireland
Katherine Marie Ireland, född den 20 mars 1963 i Santa Barbara, Kalifornien, USA, är en amerikansk fotomodell, skådespelare och författare.

## Filmografi i urval
- 1989 – Tre sängar för en ungkarl
- 1990 – Ursäkta, är vi gifta?
- 1992 – Röster från andra sidan graven (TV-serie) (1 avsnitt)
- 1993 – Laddat vapen 1
- 1994 – Här är ditt liv, Cory (TV-serie) (1 avsnitt)
- 1994 – Melrose Place (TV-serie) (4 avsnitt)
- 1997 – Duckman (TV-serie) (röstroll, 2 avsnitt)
- 1997 – Kära Susan (TV-serie) (2 avsnitt)
- 1997 – Sabrina tonårshäxan (TV-serie) (1 avsnitt)
- 1998 – King of the Hill (TV-serie) (1 avsnitt)
- 1999 – Pensacola - vingar av guld (TV-serie) (1 avsnitt)
- 2002 – Strong Medicine (TV-serie) (1 avsnitt)